# Dimitri Claeys
Dimitri Claeys (Sint-Amandsberg, 18 juni 1987) is een voormalig Belgisch wielrenner.

## Carrière
De jonge Claeys kwam in 2007 uit voor het Davitamon-Win For Life-Jong Vlaanderen, de opleidingsploeg van Predictor-Lotto. Hij zou tot en met 2009 voor het team uitkomen. In die periode kroonde hij zich zowel in 2008 als 2009 tot  Belgisch kampioen bij de beloften. Dit voor mannen als Jérôme Baugnies, Jan Bakelants en Sven Vandousselaere. 
Door zijn goede resultaten werd hij voor 2010 aangetrokken door het pas opgerichte Duitse Team Netapp. Na twee seizoenen werd hij te licht bevonden en werd zijn contract niet verlengd. Hierop besloot Claeys een stap terug te zetten en naar het clubteam VL Technics-Abutriek Cycling Team over te stappen. In de drie jaren die hij bij het team reed won hij vele nationale wedstrijden in België en Frankrijk. Zo won hij in 2014 het eindklassement in de Tour de Moselle. In zowel 2013 als 2014 won hij de Omloop Het Nieuwsblad Espoir, een uci wedstrijd. Hierdoor kon hij in 2015 aan de slag bij het continentale Vérandas Willems.
In 2015 behaalde hij overwinningen in de Ronde van Normandië, de Ronde van Kroatië en Grand Prix de la ville de Pérenchies. Ook behaalde hij dichte ereplaatsen in de Ster van Zwolle, Ronde van Limburg, en de Grote Prijs Jef Scherens. Door deze goede resultaten wist hij voor het wielerseizoen 2016 een contract te versieren bij het procontinentale Wanty-Groupe Gobert.
Bij Wanty-Groupe Gobert begon hij zijn seizoen met een vierde plek in de GP La Marseillaise. In voorbereiding op de voorjaarsklassiekers presteerde hij ook sterk in de Omloop Het Nieuwsblad en de Classic Loire-Atlantique. Tijdens zijn eerste Ronde van Vlaanderen imponeerde Claeys door met de beteren mee te gaan en uiteindelijk als negende te finishen. Later dat jaar sprintte hij naar de overwinning in de derde etappe van de Ronde van Wallonië.
In 2017 verruilde Claeys de Belgische formatie voor het Franse Cofidis, Solutions Crédits. Dat jaar werd hij onder meer zevende in de Polynormande en vijfde in Dwars door het Hageland. In de zomer van 2017 reed hij zijn eerste Ronde van Frankrijk, die hij afsloot op plek 163.
In 2018 won hij de Vierdaagse van Duinkerke, voor André Greipel, en reed hij de Ronde van Frankrijk voor een tweede keer uit.
In 2022 komt Claeys opnieuw uit voor UCI World Tour-team Wanty-Groupe Gobert waar hij voor één seizoen tekende.
Na het wielerseizoen 2022 debuteert Claeys als ploegleider bij Wanty-Groupe Gobert.

## Palmares

### Overwinningen
2007 - 1 zege
5e etappe A Ronde van Lleida (TTT)
2008 - 1 zege
 Belgisch kampioen op de weg, Beloften
2009 - 1 zege
 Belgisch kampioen op de weg, Beloften
2012 - 3 zeges
Oost-Vlaams kampioen, tijdrijden
Omloop van de Braakman
Grote Prijs Affligem
2013 - 8 zeges
Oost-Vlaams kampioen, tijdrijden
La Gainsbarre
Tour du Piémont Vosgien
Omloop Het Nieuwsblad, Beloften
4e etappe Tour de Côte-d'Or
4e etappe Trois Jours de Cherbourg
4e etappe Ronde van Moselle
2014 - 8 zeges
Dwars door de Vlaamse Ardennen
GP Lucien Van Impe
Omloop Het Nieuwsblad, Beloften
Eindklassement Ronde van Vlaams-Brabant
Omloop van de Grensstreek
1e en 2e etappe Ronde van Moselle
Eindklassement Ronde van Moselle
2015 - 6 zeges
2e etappe Ronde van Normandië
Eindklassement Ronde van Normandië
4e etappe Ronde van Kroatië
1e etappe Paris-Arras Tour (TTT)
Internationale Wielertrofee
GP de la ville de Pérenchies
2016 - 2 zeges
3e etappe Ronde van Wallonië
GP Jef Scherens
2018 - 1 zege
Eindklassement Vierdaagse van Duinkerke
2019 - 1 zege
Famenne Ardenne Classic
Totaal: 32 zeges (waarvan 13 individuele UCI-zeges)

### Resultaten in voornaamste wedstrijden
| Jaar | Ronde van Italië | Ronde van Frankrijk | Ronde van Spanje |
| ---- | ---------------- | ------------------- | ---------------- |
| 2016 |                  |                     |                  |
| 2017 |                  | 163e                |                  |
| 2018 |                  | 130e                |                  |
| 2019 |                  |                     |                  |
| 2020 |                  |                     |                  |
| 2021 |                  |                     | 105e             |
| 2022 |                  |                     |                  |

| Jaar | Milaan-San Remo | Gent-Wevelgem | Ronde van Vlaanderen | Parijs-Roubaix | Waalse Pijl | Parijs-Tours |  | Wereldranglijsten |
| ---- | --------------- | ------------- | -------------------- | -------------- | ----------- | ------------ |  | ----------------- |
| 2016 |                 |               | 9e                   | 79e            |             |              |  |                   |
| 2017 | 161e            | 53e           | 98e                  | 34e            |             | 137e         |  |                   |
| 2018 |                 |               |                      |                |             | 39e          |  |                   |
| 2019 |                 |               |                      |                | opgave      |              |  | 335e (UWR)        |
| 2020 |                 | opgave        | 6e                   |                |             |              |  | 189e (UWR)        |
| 2021 |                 | 33e           | 13e                  | opgave         |             |              |  |                   |
| 2022 |                 |               |                      |                |             | 99e          |  |                   |

## Ploegen
- 2006 –  Unibet-Davo
- 2007 –  Davitamon-Win For Life-Jong Vlaanderen
- 2008 –  Davitamon-Lotto-Jong Vlaanderen
- 2009 –  Jong Vlaanderen-Bauknecht
- 2010 –  Team NetApp
- 2011 –  Team NetApp
- 2015 –  Vérandas Willems Cycling Team
- 2016 –  Wanty-Groupe Gobert
- 2017 –  Cofidis, Solutions Crédits
- 2018 –  Cofidis, Solutions Crédits
- 2019 –  Cofidis, Solutions Crédits
- 2020 –  Cofidis
- 2021 –  Team Qhubeka-ASSOS
- 2022 –  Intermarché-Wanty-Gobert Matériaux

Baugnies · Claeys · Crabbé · Croket · De Greef · De Ketele · De Neef · De Poortere · De Zutter · Goddaert · Joseph · Leys · Mertens · Neyens · Paulissen · Poleunis · Roelandts · Schets · Sys · Van den Houte · Vanderaerden · Vandousselaere · Vens · Wynants
Baugnies · Claeys · Croket · De Keulenaer · De Neef · De Poortere · Devaere · Joseph · Maes · Mertens · Muys · Pieters · Soberon · Sys · Terweduwe · Van Guyse · Vandousselaere · Vanmarcke · Vens · Wynants
Calleeuw · Claeys · De Keulenaer · De Mooij · De Neef · De Poortere · Devaere · Dupont · Joseph · Maes · Pieters · Schets · Terweduwe · Van Guyse · Van Immerseel · Vandousselaere · Vandyck · S.Vanmarcke · K.Vanmarcke · Vens · Verkinderen
Abdenbi · Baz · Bettira · Burton · Cardoen · Claeys · Dijkxhoorn · J.Gilbert · Guemihi · Nichani · Nicholson · Pruun · Scheirlinckx · Serrai · Spragg · Stilite · Suur · Tanis (stagiair) · Tanner · Tombak · Vernaeckt · Abdel.Yahmi · Abden.Yahmi
Bagot · Bonnafond · N. Bouhanni · R. Bouhanni · Chetout · Claeys · Cousin · Edet · Godon · Hofstetter · Laporte · Le Turnier · Lemoine · Maté · Navarro · Perez · Rossetto · Sénéchal · Simon · Soupe · A. Turgis · J. Turgis · Van Genechten · Van Staeyen · Vanbilsen · Venturini · Barceló (stagiair) · Lafay (stagiair) · T. Turgis (stagiair)
Bonnafond · N. Bouhanni · R. Bouhanni · Chetout · Claeys · Edet · Godon · Jesús Herrada · José Herrada · Hofstetter · Lafay · Laporte · Le Turnier · Lemoine · Maté · Navarro · Perez · Rossetto · Simon · Soupe · Teklehaimanot · A. Turgis · J. Turgis · Van Lerberghe · Van Staeyen · Vanbilsen · Morin (stagiair) · Puppio (stagiair) · Skaarseth (stagiair)
Atapuma · Berhane · N. Bouhanni · R. Bouhanni · Chetout · Claeys · Edet · Fortin · Hansen · Jesús Herrada · José Herrada · Hofstetter · Lafay · Laporte · Le Turnier · Lemoine · Maté · Mathis · Morin · Perez · Périchon · Rossetto · Simon · Soupe · Touzé · Van Lerberghe · Vanbilsen · Waeytens · Finé (stagiair) · Leyder (stagiair) · Viviani (stagiair)
Allegaert · Barceló · Berhane · Claeys · Consonni · Edet · Finé · Haas · Hansen · Jesús Herrada · José Herrada · Lafay · Laporte · Le Turnier · Lemoine · Martin · Maté · Mathis · Morin · Perez · Périchon · Rossetto · Sabatini · Touzé · Vanbilsen · Vermote · A. Viviani · E. Viviani  · Prodhomme (stagiair) · Zanoncello (stagiair)
Armée · Aru · Barbero · Bennett · Brown · Campenaerts · Claeys · Clarke · Dlamini · Frankiny · Gogl · Hansen · Henao · Janse van Rensburg · Lindeman · Nizzolo  · Pelucchi · Power · Pozzovivo · Schmid · Stokbro · Sunderland · Tanfield · Vacek · Vinjebo · Walscheid · Wiśniowski
Bakelants · Bystrøm · Claeys · De Gendt · Delacroix · Devriendt · Girmay · Goossens · Hermans · Hirt · Huys · Johansen · Kristoff · Meintjes · Page · Pasqualon · Peák · Petilli · Petit · Planckaert ·  Pozzovivo(vanaf 14/2) · Rota · Taaramäe · Thijssen · van der Hoorn · van Kessel · Van Melsen · van Poppel · Vliegen · Zimmermann · De Pooter (stagiair) · Mihkels (stagiair)